# Robert Ritter von Dombrowski
Robert Ritter von Dombrowski (n. 2 aprilie 1869, Úlice⁠(d), Plzeň, Cehia – d. 15 octombrie 1932, Lainz⁠(d), Viena, Republica Austriacă) a fost un renumit ornitolog boem care a fost angajat în 1895 de Grigore Antipa ca preparator la Muzeul de Zoologie din București. Principala sarcină a lui Dombrowski la muzeul din București a fost aceea de a crea o colecție științifică de păsări din România. În paralel cu munca de preparator, Dombrowski a desfășurat și o activitate rodnică de cercetare a avifaunei României. Opera capitală, prin care Dombrowski este cunoscut în cercurile științifice din toată lumea, este Ornis Romaniae, o lucrare monumentală cu 924 de pagini, în care a descris 47 de familii și 347 de specii de păsări din România, aceasta fiind prima lucrare de sinteză asupra păsărilor din România. Monografia lui Dombrowski Ornis Romaniae a fost publicată în 1912 în limba germană și tradusă și completată apoi de Dionisie Linția, și editată în 3 volume „Păsările României” (1946-1955). De asemenea, Dombrowski  a fost îndrumătorul și prietenul unor biologi români ca malacologul Ion Licherdopol și ornitologul Dionisie Linția. La sfârșitul Primului Război Mondial a fost obligat să părăsească definitiv România.